# Municipio de Ellsworth (Nebraska)
El municipio de Ellsworth (en inglés: Ellsworth Township) es un municipio ubicado en el condado de Antelope en el estado estadounidense de Nebraska. En el año 2010 tenía una población de 249 habitantes y una densidad poblacional de 2,69 personas por km².

## Geografía
El municipio de Ellsworth se encuentra ubicado en las coordenadas 42°18′23″N 98°0′34″O / 42.30639, -98.00944. Según la Oficina del Censo de los Estados Unidos, el municipio tiene una superficie total de 92.73 km², de la cual 92,73 km² corresponden a tierra firme y (0 %) 0 km² es agua.

## Demografía
Según el censo de 2010, había 249 personas residiendo en el municipio de Ellsworth. La densidad de población era de 2,69 hab./km². De los 249 habitantes, el municipio de Ellsworth estaba compuesto por el 97,19 % blancos, el 0,4 % eran afroamericanos, el 2,41 % eran asiáticos. Del total de la población el 0 % eran hispanos o latinos de cualquier raza.